# João Gomes "Betinho"
João Roberto Correia Gomes más conocido como Betinho (nacido el 2 de mayo de 1985 en la isla de Fogo, Cabo Verde) es un jugador de baloncesto portugués que juega en las filas del Benfica.

## Caracteres técnicos
«Betinho» es un jugador que desarrolla un juego típico de escolta a pesar de tener el físico propio de un alero. Se destaca por su primer paso en el juego 1x1, penetra con ambas manos y finaliza muy arriba, siendo capaz de parar y tirar. Tiene un buen tiro de 3 puntos, balón doblado, 1x1 y es especialmente rápido al contraataque. Su mejora es todavía más evidente en el juego 5*5 donde ahora ya auna su físico con el conocimiento del juego.

## Trayectoria deportiva
Procedió del FC Barreirense, de Portugal y fichó por el Cantabria Lobos de España en la temporada 2007-2008. En esa temporada pasó al Leche Río Breogan. En 2009 era el segundo jugador de la plantilla con más participaciones con el equipo, y uno de los que más hizo vibrar a la afición con sus acciones.
[actualizar]

### Selección nacional
Participó en el Eurobasket 2007 de España con la Selección de baloncesto de Portugal.
Durante agosto y septiembre de 2023 fue integrante de la selección de Cabo Verde que participó en el Mundial de 2023 celebrado en Asia, y que finalizó en vigesimoctavo lugar.